# Celtis trinervia
Celtis trinervia är en hampväxtart som beskrevs av Jean-Baptiste de Lamarck. Celtis trinervia ingår i släktet Celtis och familjen hampväxter. Inga underarter finns listade i Catalogue of Life.